# Thera cyphoschema
Thera cyphoschema är en fjärilsart som beskrevs av Louis Beethoven Prout 1926. Thera cyphoschema ingår i släktet Thera och familjen mätare. Inga underarter finns listade i Catalogue of Life.